# Girl (песня The Beatles)
«Girl» (с англ. — «Девушка») — песня группы «Битлз», выпущенная в альбоме «Rubber Soul». Песня была написана Джоном Ленноном и Полом Маккартни, однако основывалась на замысле Леннона. Песня была последней, которую группа записала для этого альбома.

## Песня
Песня представляет собой лирическую балладу, в которой исполнитель рассказывает о девушке, которую он любит, однако по поводу которой он испытывает определённые опасения: «Она из тех девушек, которые тебя унижают, когда друзья рядом, и ты чувствуешь себя дураком». Песня характеризуется относительно простым музыкальным сопровождением.
Согласно Маккартни, строки «Was she told when she was young that pain would lead to pleasure? (Может, в детстве ей говорили, что боль приведёт к удовольствию?)» и «That a man must break his back to earn his day of leisure? (Что человек должен сломать свою спину, чтобы заслужить день отдыха?)» были написаны им, однако в 1971 году Леннон в своём интервью журналу «Rolling Stone» заявил, что эти строки были своего рода колкостью по отношению к католической церкви — «мучайся, и тогда всё будет хорошо».
В средней восьмитактовой секции песни Маккартни и Харрисон в виде фона пропевают слог «tit-tit-tit», что отдельными авторами рассматривалось как шутка (слово «tit» является грубым обозначением слова «грудь»), однако сам Леннон позже опроверг подобные предположения. Многочисленные слухи породил также и длинный вдох в припеве после слов «Ah, Girl!» — некоторым в этом слышался звук затяжки марихуаной. Возникновению этих слухов способствовал и тот факт, что во время записи альбома «Rubber Soul» участники группы находились на пике своего увлечения марихуаной.
Сам Леннон, похоже, довольно высоко ценил эту песню. Во всяком случае, в своём интервью журналу «Rolling Stone» в 1980 году он сказал, что свою песню Woman он «сделал так же, как и „Girl“ много лет назад. Так что она является взрослой версией „Girl“».

## Запись песни
Песня была записана вечером 11 ноября 1965 года, в последнюю сессию, посвящённую альбому «Rubber Soul». Основная ритм-дорожка была записана всего с двух попыток, за ней последовала запись нескольких отдельных партий, в частности, партия гитары Харрисона с эффектом фузз, которая, однако, не вошла в окончательный вариант сведения.
В записи участвовали:
- Джон Леннон — вокал, акустическая ритм-гитара
- Пол Маккартни — бас-гитара, подголоски
- Джордж Харрисон — соло-гитара, подголоски[4]
- Ринго Старр — ударные

## Кавер-версии
- Итальянско-французская исполнительница Далида записала эту песню на итальянском языке; песня вышла под названием «Amo» в её альбоме «Piccolo Ragazzo» (1967).
- Джим Стёрджесс исполнял эту песню в фильме-мюзикле «Через Вселенную».
- Американский исполнитель Рет Миллер (Rhett Miller) записал свою версию этой песни для трибьют-альбома «This Bird Has Flown — A 40th Anniversary Tribute to The Beatles' Rubber Soul» (октябрь 2005).
- Малоизвестная английская группа «St. Louis Union» записала свою кавер-версию уже в 1965 году; их версия достигла одиннадцатой позиции в UK Singles Chart[11].
- Американский исполнитель Герберт Хори (Herbert B. Khaury) записал новую, драматическую интерпретацию этой песни вместе с группой «Brave Combo» в 1996 году.
- Бразильский исполнитель Рональдо Ногейра, известный под псевдонимом Ронни Вон (Ronnie Von) записал португальскую версию песни под названием «Meu Bem» в 1966. Его версия вышла раньше, чем официальный релиз альбома Rubber Soul в Бразилии и стала популярней оригинала[12]. Когда версия Битлз стала ротироваться на бразильских радиостанциях, комментаторы нередко объявляли её как «А теперь прозвучит песня Ронни Вона „Girl“ в исполнении „Битлз“».
- Серж Танкян многократно исполнял эту песню вживую на своих концертах.
- Ремикшированная версия песни вошла (в качестве бонус-трека для iTunes) в альбом Love (2006). Данная версия почти ничем не отличается от оригинала, за исключением нескольких дополнений: в припеве слышны первые ноты гитарного риффа из песни «And I Love Her» и едва заметная барабанная дробь, заимствованная из песни «Being for the Benefit of Mr. Kite!».
- Николай Караченцов записал эту песню на русском языке под названием «Если ты идёшь к любимой» для фильма-концерта «Один за всех!» (1985).
- Российская группа «Краденое Солнце» записала ироническую версию песни на своем альбоме «Чукча» (1996).